# روبرت ألستون
روبرت ألستون (بالإنجليزية: Robert Alston)‏ هو دبلوماسي بريطاني، ولد في 10 فبراير 1938.